# Дюжарден, Жан
Жан Дюжарден (фр. Jean Dujardin; род. 19 июня 1972, Рюэй-Мальмезон, Париж) — французский комик и актёр, получивший известность благодаря ролям в фильмах «Агент 117: Каир — шпионское гнездо», «Агент 117: Миссия в Рио», «99 франков», «Артист», «Волк с Уолл-стрит» и «Охотники за сокровищами», а также по главной мужской роли в телесериале «Парень и девушка» (фр.).
Лауреат премий «Оскар», «Золотой глобус», BAFTA и «Независимый дух» за роль Джорджа Валентайна в комедии «Артист» (2011), многократный номинант на премию «Сезар» (2007, 2012, 2020, 2023).

## Биография
Родился в Рюэй-Мальмезоне в 1972 году. Окончил школу, обучаясь в которой, уделял особое внимание философии и пластическим искусствам. Служил в армии. После службы вместе с актёрами-комиками (Брюно Саломон, Эрик Колладо, Эрик Массо, Эмманюэль Жукла) создал группу «Nous C Nous», с которой записал одноимённый диск.
В 1999 году получил первую роль на телевидении — в сериале «Парень и девушка» в дуэте с Александрой Лами, в котором снимался 4 года. В 2001 году Жан начал сниматься в кино. Он пробовался в разножанровых картинах, но настоящую славу ему принесли авантюрные комедии, такие как «Ключи от машины», «Свадьба» и «Брис Великолепный». Дюжарден официально был признан одним из лучших комиков Франции, и он продолжил развивать в себе комический талант.
На вопрос, почему он стал актёром, Дюжарден отвечал:

Когда мне было 24, я понял, что все эти годы был актёром, сам того не зная. Я играл ещё на детской площадке, потом выступал перед друзьями. Но потребовалось много времени, чтобы я осознал, что быть актёром — моё призвание. Я рос в обычной семье — никакой связи с богемным миром у нас не было, так что я даже и не позволял себе мечтать о профессии актёра. Я просто постоянно играл, внутри себя или для людей, придумывал героев и жил их характерами— Жан Дюжарден

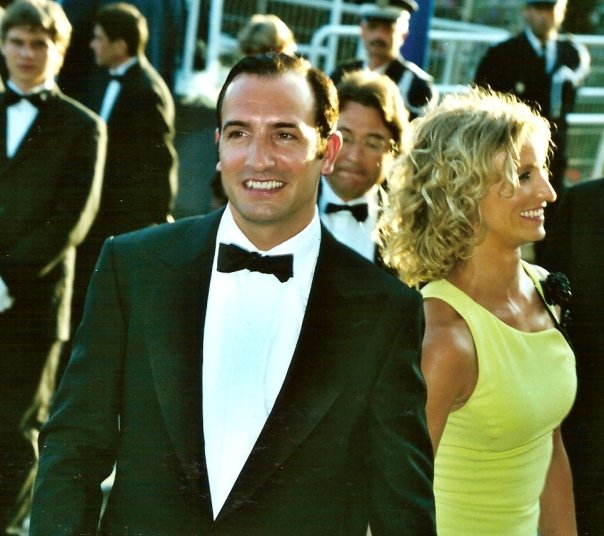
2005 год

Комедии с Дюжарденом пользовались большим успехом. В 2006 году он снялся в роли Агента 117 в фильме «Агент 117: Каир — шпионское гнездо». Эта ностальгическая пародийная комедия принесла Жану большой успех, его узнавали не только во Франции, но и во всей Европе, и даже в США. Сам фильм вошёл в десятку самых кассовых фильмов Франции 2006 года, его посмотрели 2,3 млн человек. Образ агента 117, созданный Дюжарденом, помог ему прославиться дальше. Последовали роли в комедиях: «Не зарекайся», «Чёртов мобильник», «99 франков». Но во всех этих фильмах в Жане узнавали лишь Агента 117, и он был недоволен этим, считая, что способен и на другие комические образы.
В 2008 году снялся в фильме «Отпетые мошенники», где он сыграл гангстера, не похожего на Агента 117. Фильм не принёс ему столь большой славы, сколько «117-й». Жану крупно повезло и с сиквелом: Мишель Хазанавичус, режиссёр «117-го», предложил Жану сняться в сиквеле — «Агент 117: Миссия в Рио», на что Жан согласился. Фильм прошёл с бурным успехом во Франции, его посмотрело 2,4 млн человек, фильм был успешнее первого. Однако в других странах Европы фильм приняли прохладно. В этом же году Дюжарден подписал контракт с Хазанавичусом на съёмки ещё в пяти фильмах об Агенте 117. В данный момент фильмы об Агенте 117 популярны наравне с фильмами о Джеймсе Бонде.
В 2010 году Дюжарден попробовал себя в экранизации французских комиксов — «Счастливчик Люк». В отличие от фильмов 1990-х этот фильм является классической версией комикса, как Астерикс и Обеликс. В фильме Дюжарден исполняет снова главную роль — Счастливчика Люка.

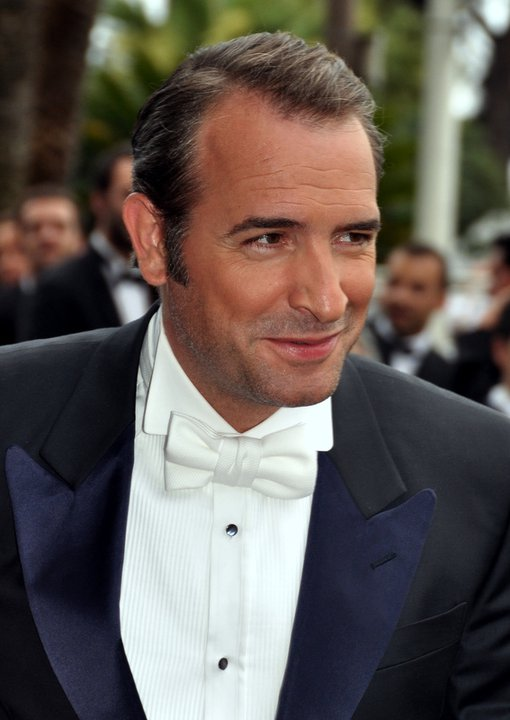
Дюжарден в 2011 году в Каннах

2011 год стал знаковым для карьеры Жана Дюжардена — актёр снялся в немой романтической комедии старого друга Мишеля Хазанавичуса «Артист». Фильм был положительно воспринят большинством мировых кинокритиков и получил множество кинопремий и наград. Сам Жан Дюжарден, за роль звезды немого кино Джорджа Валентайна, получил приз за лучшую мужскую роль на 64-м Каннском кинофестивале и стал обладателем статуэтки премии «Золотой глобус» в категории «Лучшая мужская роль — комедия или мюзикл». Дюжардену прочили и номинацию на премию «Оскар». Прогноз успешно сбылся: 24 января 2012 года Академия кинематографических искусств и наук объявила номинантов на премию, в числе которых был и Дюжарден. На вопрос, чувствует ли он особое значение «Артиста» в его карьере, актёр отвечал:

Я уже почувствовал это влияние в Каннах, получив из рук Де Ниро «Золотую пальмовую ветвь». Но это не самое главное. Жан Дюжарден — это не самое известное имя в мире кино, мягко говоря. Во Франции, конечно, я известен, но не за границей. Будем говорить откровенно, «Артист» — это прорыв не только для Мишеля, но и для всех ведущих актёров. Немой фильм по определению не имеет границ, он понятен всем без исключения. Немой юмор не требует перевода, также как и немая драматургия не требует расшифровки. Нам уже стоя аплодировали Торонто и Нью-Йорк. Возможно, в феврале это будет Лос-Анджелес [намёк на «Оскар»].— Жан Дюжарден
26 февраля 2012 года Жан Дюжарден стал обладателем премии «Оскар» в номинации «Лучшая мужская роль».

## Личная жизнь
25 июля 2009 года Жан Дюжарден женился на французской актрисе Александре Лами, с которой встречался с 2003 года. Свадьба состоялась в ратуше коммуны Андьюз, что в департаменте Гар. С октября 2013 года пара не живёт вместе.
Есть два сына от предыдущего брака с Гаэль Демар — Симон (2000) и Жюль (2001).
5 декабря 2015 года у Дюжардена и его девушки, чемпионки Европы по фигурному катанию Натали Пешала родилась дочь Жанна Дюжарден. 18 февраля 2021 года у пары родилась вторая дочь Алиса Дюжарден.

## Фильмография
| Год       |     | Русское название                      | Оригинальное название                               | Роль                                     |
| --------- | --- | ------------------------------------- | --------------------------------------------------- | ---------------------------------------- |
| 1997      | с   | —                                     | Farce attaque                                       | н/д                                      |
| 1998      | с   | —                                     | Nous Ç Nous                                         | разные персонажи                         |
| 1999      | с   | Парень и девушка                      | Un gars une fille                                   | Жан                                      |
| 1999—2003 | с   | Парень и девушка                      | Un gars une fille                                   | Жан «Лулу»                               |
| 2002      | ф   | Если бы я был богат                   | Ah! Si j’etais riche                                | продавец обуви                           |
| 2002      | кор | Под нескромными взглядами             | À l’abri des regards indiscrets                     | Жан-Люк                                  |
| 2003      | ф   | Все девчонки безумны                  | Toutes les filles sont folles                       | комиссар Лоренци                         |
| 2003      | ф   | Семейка Роуз                          | Bienvenue chez les Rozes                            | Эм Джи                                   |
| 2003      | ф   | Ключи от машины                       | Les Clefs de bagnole                                | актёр                                    |
| 2004      | ф   | Инкассатор                            | Le Convoyeur                                        | Жак                                      |
| 2004      | ф   | Свадьба                               | Mariages!                                           | Алекс                                    |
| 2004      | ф   | Великолепная четвёрка                 | Les Dalton                                          | ковбой Ванно                             |
| 2004      | кор | —                                     | Rien de grave                                       | коммивояжёр                              |
| 2005      | ф   | Жизнь Мишеля Мюллера прекрасней вашей | La vie de Michel Muller est plus belle que la vôtre | в роли самого себя                       |
| 2005      | ф   | Брис Великолепный                     | Brice de Nice                                       | Брис Великолепный                        |
| 2005      | ф   | Любовь на троих                       | L’amour aux trousses                                | Франк                                    |
| 2005      | ф   | Не зарекайся                          | Il ne faut jurer… de rien!                          | Валентин                                 |
| 2006      | ф   | Агент 117: Каир — шпионское гнездо    | OSS 117: Le Caire nid d’espions                     | Юбер Бониссёр де ля Бат / Агент 117      |
| 2007      | ф   | Встречное расследование               | Contre-enquête                                      | Ришар Малиновски                         |
| 2007      | ф   | Чёртов мобильник                      | Hellphone                                           | воин подвала                             |
| 2007      | тф  | Двое на качелях                       | Deux sur la balançoire                              | Джерри Райан                             |
| 2007      | ф   | Ищу жениха с оплатой всех расходов    | Cherche fiancé tous frais payés                     | работник ночного клуба                   |
| 2007      | ф   | 99 Франков                            | 99 Francs                                           | Октав Паранго                            |
| 2008      | ф   | Отпетые мошенники                     | Ca$h                                                | Кэш                                      |
| 2008      | ф   | Человек и его собака                  | Un homme et son chien                               | рабочий                                  |
| 2008      | с   | —                                     | Palizzi                                             | мусорщик                                 |
| 2009      | ф   | Агент 117: Миссия в Рио               | OSS 117: Rio ne répond plus                         | Юбер Бониссёр де ля Бат / Агент 117      |
| 2009      | ф   | Счастливчик Люк                       | Lucky Luke                                          | Счастливчик Люк                          |
| 2010      | ф   | Кусочки льда                          | Le Bruit Des Glaçons                                | Шарль Фальк                              |
| 2010      | ф   | Маленькие секреты                     | Les petits mouchoirs                                | Людо                                     |
| 2010      | ф   | Балкон с видом на море                | Un balcon sur la mer                                | Марк Палестро                            |
| 2011      | ф   | Артист                                | The Artist                                          | Джордж Валентайн                         |
| 2011      | кор | Печать зла                            | Touch of Evil                                       | бунтарь                                  |
| 2012      | с   | Субботним вечером в прямом эфире      | Saturday Night Live                                 | Джордж Валентайн                         |
| 2012      | ф   | Право на «лево»                       | Les infideles                                       | Фред / Оливье / Франсуа / Лоран / Джеймс |
| 2013      | ф   | Мёбиус                                | Möbius                                              | агент «Моисей»                           |
| 2013      | ф   | 9 месяцев строгого режима             | 9 mois ferme                                        | сурдопереводчик                          |
| 2013      | ф   | Волк с Уолл-стрит                     | The Wolf of Wall Street                             | Жан-Жак Саурель                          |
| 2013      | с   | Высадка                               | Le débarquement                                     | разные персонажи                         |
| 2013      | с   | —                                     | Platane                                             | в роли самого себя                       |
| 2014      | ф   | Охотники за сокровищами               | The Monuments Men                                   | Жан-Клод Клермон                         |
| 2014      | ф   | Французский транзит                   | La French                                           | Пьер Мишель                              |
| 2015      | ф   | Один плюс одна                        | Un + Une                                            | Антуан Абеляр                            |
| 2016      | ф   | Любовь не по размеру                  | Un homme à la hauteur                               | Александр                                |
| 2016      | ф   | Супер Брис                            | Brice 3                                             | Брис                                     |
| 2017      | мф  | Сахара                                | Sahara                                              | Жорж                                     |
| 2017      | ф   | 12 мелодий любви                      | Chacun sa vie                                       | Жан                                      |
| 2018      | ф   | Сердцеед                              | Le retour du héros                                  | капитан Шарль-Грегуар Нувилль            |
| 2018      | ф   | Мне по кайфу!                         | I Feel Good                                         | Жак Пора                                 |
| 2018      | с   | Десять процентов                      | Dix pour cent                                       | в роли самого себя                       |
| 2019      | ф   | Маленькие секреты большой компании    | Nous finirons ensemble                              | Людо                                     |
| 2019      | ф   | Оленья кожа                           | Le daim                                             | Жорж                                     |
| 2019      | ф   | Офицер и шпион                        | J'accuse                                            | полковник Пикар                          |
| 2020      | ф   | Удалить историю                       | Effacer l'historique                                | охотник на панду                         |
| 2021      | ф   | Агент 117: Из Африки с любовью        | OSS 117: Alerte Rouge en Afrique Noire              | Юбер Бониссёр де ля Бат / Агент 117      |
| 2022      | ф   | Шрамы Парижа                          | Novembre                                            | Фред                                     |
| 2023      | ф   | По блуждающим тропам                  | Sur les chemins noirs                               | Пьер                                     |
| 2024      | с   | Зорро                                 | Zorro                                               | дон Диего де ла Вега / Зорро             |

## Премии и номинации
| Год  | Награда                        | Категория                              | Название работы                    | Результат |
| ---- | ------------------------------ | -------------------------------------- | ---------------------------------- | --------- |
| 2007 | Сезар                          | Лучший актёр                           | Агент 117: Каир — шпионское гнездо | Номинация |
| 2012 | Сезар                          | Лучший актёр                           | Артист                             | Номинация |
| 2011 | Каннский кинофестиваль         | Лучший актёр                           | Артист                             | Победа    |
| 2012 | Оскар                          | Лучший актёр                           | Артист                             | Победа    |
| 2012 | Золотой глобус                 | Лучший актёр в комедии или мюзикле     | Артист                             | Победа    |
| 2012 | BAFTA                          | Премия BAFTA за лучшую мужскую роль    | Артист                             | Победа    |
| 2012 | Независимый дух                | Лучший актёр                           | Артист                             | Победа    |
| 2012 | Премия Гильдии киноактёров США | Лучший актёр                           | Артист                             | Победа    |
| 2012 | Премия Гильдии киноактёров США | Лучший актёрский состав в игровом кино | Артист                             | Номинация |
| 2020 | Сезар                          | Лучший актёр                           | Офицер и шпион                     | Номинация |
| 2023 | Сезар                          | Лучший актёр                           | Шрамы Парижа                       | Номинация |